# Cis Suijs
Francisca Cornelia Josephina (Cis) Suijs (Vlijmen, 21 december 1907 - 's-Hertogenbosch, 7 april 1982) was een Nederlandse verzetsstrijder tijdens de Tweede Wereldoorlog.

## Biografie
Cis Suijs werd geboren in Vlijmen op 21 december 1907 als oudste dochter van het echtpaar Johannes Suijs en Johanna Broeren. Tijdens de Duitse bezetting hadden Cis en haar zus Dré geruime tijd onderduikers in huis. Dankzij een waarschuwing door de burgemeester ontsnapten zij in augustus 1943 aan een grootschalige razzia door de SS. Later sloten de zussen zich aan bij een organisatie die vervalste persoonsbewijzen maakte voor mensen die de Arbeitseinsatz wilden ontlopen.
Op 2 maart 1944 werd Cis Suijs in Vlijmen gearresteerd voor het koerieren voor het verzet. Ze werd eerst naar Kamp Vught gebracht, en toen duidelijk werd dat de geallieerden in aantocht waren, per trein naar concentratiekamp Ravensbrück gedeporteerd. In oktober 1944 werd zij tewerkgesteld bij het Agfacommando, een buitenkamp van concentratiekamp Dachau. Daar gingen op 12 januari 1945 de vrouwen in staking voor betere voeding. Op 27 april 1945 begon Cis Suijs met haar lotgenoten aan een zogenaamde dodenmars vanuit het kamp in München naar het zuiden. Op 30 april werden ze door de Amerikanen te Wolfratshausen bevrijd.
Op 22 mei 1945 kwam Cis Suijs weer in Nederland aan op het station van 's-Hertogenbosch. Zij trouwde in 1956 met de weduwnaar Harrie Velthuijzen (1900-1990).

## Publicaties
Lang was er weinig bekend over het verzetswerk van Cis Suijs tijdens de Tweede Wereldoorlog. Hier kwam verandering in toen haar neef Hans Suijs in 2015 op internet informatie over zijn tante vond. Hierover zei hij: "Na de oorlog werd er - in het bijzonder over de ervaringen en belevenissen in het verzet en de kampen - vooral gezwegen. Tante Cis sprak nimmer over haar ervaringen." In 2020 publiceerde hij het boek Samen eervol overleefd over de vrouwen, onder wie zijn tante Cis, die onderdeel waren van het Afgacommando. In 2019 verscheen het boek De tyranny verdryven’. Cis Suijs, Vlijmense verzetstrijdster, geschreven door Bert Meijs.